# Olga Bede
Olga Bede (n. 24 noiembrie 1908, Târnăveni, Mureș, România – d. 1985, Târgu Mureș, România) a fost o  scriitoare română de limbă maghiară.
Ea și-a terminat studiile în Târnăveni în 1925 și a lucrat ca funcționară în mai multe orașe din Transilvania. A debutat la sfârșitul anilor '50 cu poezii, povești și piese de teatru pentru copii și tineret difuzate la radio. A lansat la Casa de creații a poporului din Târgu Mureș o serie de spectacole de marionete și de teatru pentru copii. Cea mai cunoscută lucrare a fost piesa de teatru de păpuși Amintiri din pădure, jucată în 1964.

## Lucrări
- Harkály doktor, 1957
- Az Óperencián innen és túl, 1957
- Aranymadár, 1958
- Varázstükör, 1958
- Két kis csibész kalandjai, 1960
- Pionírok az űrhajón, 1961
- Kék virág, 1961
- Mai játék, 1963
- Pionír-köszöntő, 1964
- Mesél az erdő, 1964
- Be szép a nyár, 1968
- Bújj, bújj zöld ág, 1968